# CANT 18

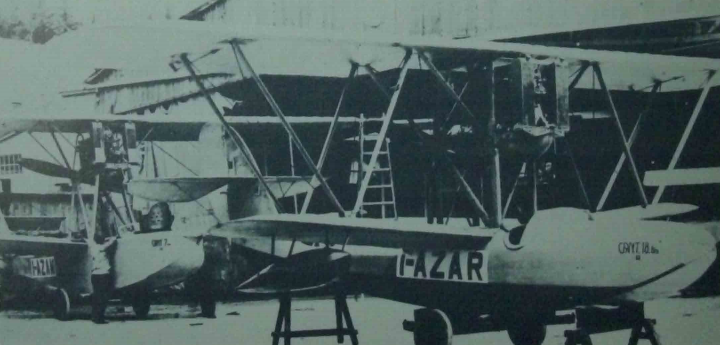
Cant 18bis

Il CANT 18 era un idrovolante biplano a scafo centrale da addestramento avanzato realizzato dall'italiano Cantiere Navale Triestino (CNT) nel 1920.

## Storia del progetto
Sviluppo del precedente CANT 7, il nuovo idrovolante progettato dall'ingegner Raffaele Conflenti era stato ideato con il compito di avere a disposizione un addestratore per la nuova leva di piloti da impiegare nelle tratte commerciali di proprietà dei Fratelli Cosulich di Trieste, gli stessi che avevano fondato la CANT. Rispetto al predecessore vennero apportati perfezionamenti sia all'aerodinamica complessiva che all'idrodinamica legata allo scafo centrale. Pur mantenendo un aspetto simile al precedente modello, nel CANT 18 si modificò la tipologia strutturale delle ali, sostituendo quella convenzionale del primo con una più avanzata travatura Warren, caratterizzata da travi diagonali tese e compresse e assenza di montanti.

## Impiego operativo
La maggior parte dei velivoli prodotti sono stati utilizzati dalla S.I.S.A., anch'essa di proprietà dei Fratelli Cosulich.
Nelle sue varie versioni il CANT 18 si rivelò robusto ed affidabile rimanendo in servizio dal 1926 al 1944.

## Versioni
18
versione monoposto equipaggiata con un motore Isotta Fraschini V.6 da 250 CV (187 kW), 17 esemplari prodotti
18bis
versione biposto equipaggiata con un motore Isotta Fraschini Asso 200 da 260 CV (191 kW), 10 esemplari prodotti
18ter
versione militare dotata di un motore Fiat A.20 da 410 CV (302 kW), realizzato in un solo esemplare.

## Utilizzatori

### Civili
Italia
- Società Italiana Servizi Aerei (S.I.S.A.)

operò con 25 esemplari tra le versioni 18 e 18bis.

### Militari
Italia
- Regia Aeronautica

operò con un massimo di 12 esemplari, tra cui l'unico 18ter, fino al 1944.
 Uruguay
- Servicio Aéronautico de la Marina Uruguaya

operò con due 18bis, consegnati nel settembre 1929 e che operavano dall'idroscalo dell'Isla de la Libertad.